# Time for Us
Time for Us là album phòng thu thứ hai của nhóm nhạc nữ Hàn Quốc GFriend. Nó được phát hành vào ngày 14 tháng 1 năm 2019, thông qua Source Music và được phân phối bởi Kakao M. Album có tổng cộng 13 bài hát, với "Sunrise" là bài hát chủ đề và một bản nhạc không lời cùng tên, và phiên bản tiếng Hàn của "Memoria".

## Bối cảnh và phát hành
Time for Us là album phòng thu thứ 2 của GFriend, được phát hành sau 2 năm và 6 tháng kể từ khi album phòng thu đầu tay, LOL. Album được phát hành vào ngày 14 tháng 1 với 3 phiên bản: "Daybreak", "Daytime" và "Midnight", sau đó, một phiên bản giới hạn của album đã được phát hành vào ngày 25 tháng 1. GFriend bắt đầu quảng bá trên M Countdown của Mnet vào ngày 17 tháng 1, nơi nhóm đã biểu diễn "Sunrise" và "Memoria (phiên bản tiếng Hàn)". Vào ngày 19 tháng 1, nhóm đã biểu diễn bài hát phụ "A Starry Sky" trên chương trình của Show! Music Core của MBC như một phần trong sân khấu trở lại của nhóm. Trong tuần quảng bá thứ hai, GFriend đã giành vị trí số 1 trên tất cả các chương trình âm nhạc, đưa nhóm trở thành nghệ sĩ đầu tiên trong năm 2019 đạt được tất cả các giải thưởng trong tuần.

## Danh sách bài hát
| STT              | Nhan đề                                               | Phổ lời                         | Phổ nhạc                                        | Sản xuất                 | Thời lượng |
| ---------------- | ----------------------------------------------------- | ------------------------------- | ----------------------------------------------- | ------------------------ | ---------- |
| 1.               | "Sunrise" (tiếng Hàn: 해야; Romaja: Haeya)            | No Joo-hwan                     | No Joo-hwan Lee Won-jong                        | No Joo-hwan Lee Won-jong | 3:36       |
| 2.               | "You Are Not Alone"                                   | Iggy Youngbae                   | Iggy Youngbae                                   | Iggy Youngbae            | 3:33       |
| 3.               | "L.U.V" (기적을 넘어; Gijeogeul neomeo)               | Lee Seu-ran                     | Darren Smith Sean Alexander                     | Darren Smith Avenue 52   | 3:15       |
| 4.               | "Glow" (만화경; Manhwagyeong)                         | Lee Mi-so                       | Daniel Sherman Val De Prete Caroline Gustavsson | Daniel Shermann          | 3:43       |
| 5.               | "Our Secret" (비밀 이야기; Bimil iyagi)               | Lee Seu-ran                     | B.Eyes                                          | B.Eyes                   | 3:25       |
| 6.               | "Only 1"                                              | Iggy Youngbae                   | Iggy Youngbae                                   | Minki                    | 3:10       |
| 7.               | "Truly Love"                                          | Limgo Kim Woong                 | Kim Woong                                       | Kim Woong                | 3:39       |
| 8.               | "Show Up" (보호색; Bohosaek)                          | No Joo-hwan                     | No Joo-hwan Lee Won-jong                        | Lee Won-jong             | 3:30       |
| 9.               | "It's You" (겨울, 끝; Gyeoul kkeut; lit: Winter, End) | Miyao, Jade, Kim Ah-reum        | Spacecowboy                                     | Spacecowboy              | 4:01       |
| 10.              | "A Starry Sky"                                        | Son Go-eun                      | Son Go-eun                                      | Son Go-eun               | 3:11       |
| 11.              | "Love Oh Love"                                        | Jerry Emotional Vending Machine | Megatone stereo14                               | Megatone stereo14        | 3:21       |
| 12.              | "Memoria" (phiên bản tiếng Hàn)                       | No Joo-hwan                     | Carlos K. Joe                                   | Carlos K. Ryo Miyata     | 4:09       |
| 13.              | "Sunrise" (phiên bản nhạc không lời)                  |                                 | No Joo-hwan Lee Won-jong                        | No Joo-hwan Lee Won-jong | 3:36       |
| Tổng thời lượng: | Tổng thời lượng:                                      | Tổng thời lượng:                | Tổng thời lượng:                                | Tổng thời lượng:         | 46:22      |

## Nhân sự
Thông tin được trích từ các ghi chú của album.
Địa điểm
- Thu âm tại VIBE Studio (tất cả các bài)
- Thu âm tại Seoul Studio (bài 1, 13)
- Phối nhạc tại KoKo Sound Studio (bài 1, 7, 13)
- Phối nhạc tại Cube Studio (bài 2)
- Phối nhạc tại J's Atelier Studio (bài 3–4, 8, 12)
- Phối nhạc tại Mapps Studio (bài 5–6)
- Phối nhạc tại W Sound (bài 9)
- Phối nhạc tại LAFX Studios (bài 10)
- Phối nhạc tại 821 Sound (bài 11)
- Phối nhạc tại 821 Sound hoàn chỉnh âm thanh (tất cả các bài)

Sản xuất
- Kim Ba-ro – sắp xếp dây đàn (bài 1, 13)
- Kim Ye-il – bass guitar (bài 1, 13)
- Lee Won-jong – lập trình máy tính (bài 1, 8, 13), piano, keyboard (bài 8)
- No Joo-hwan – piano, keyboard, lập trình máy tính (bài 1, 13)
- Jung Dong-yoon – trống (bài 1, 13)
- Ryu Hyeon-woo – guitar (bài 1, 8, 13)
- Kwon Nam-woo – hoàn chỉnh âm thanh (tất cả các bài)
- Go Hyeon-jung – phối nhạc (bài 1, 7, 13)
- Yoong String – strings (bài 1, 13)
- Seo Yong-bae – lập trình trống (bài 2)
- Iggy – guitar, synth (bài 2)
- Young – guitar (bài 2, 6)
- Jeon Bu-yeon – phối nhạc (bài 2)
- Jo-ssi Ajeossi – phối nhạc (bài 2)
- Darren Smith – keyboard, lập trình máy tính (bài 3)
- Sean Michael Alexander – keyboard, lập trình máy tính (bài 3)
- Jeong-jin – phối nhạc (bài 3–4, 8, 12)
- Ko Myung-jae – guitar (bài 5)
- Kim Seok-min – phối nhạc (bài 5–6)
- B.Eyes – piano, keyboard, electric piano, bass, trống, synth (bài 5)
- Minki – piano, bass (bài 6)
- Kim Woong – piano, trống, bass, synth (bài 7)
- Choi Young-joon – sắp xếp dây đàn (bài 9)
- Lee Tae-wook – guitar (bài 9, 11)
- Jo Joon-sung – phối nhạc (bài 9)
- Spacecowboy – piano, keyboard, electric piano, bass, trống, synth, lập trình máy tính (bài 9)
- Kim Dong-min – guitar (bài 10)
- Son Go-eun – keyboard (bài 10)
- Alan Foster – phối nhạc (bài 10)
- Kim Jin-hee – keyboard, trống (bài 11)
- Master Key – phối nhạc (bài 11)
- Kim Byeong-seok – piano, bass (bài 11)
- Miz – strings, sắp xếp dây đàn (bài 12)
- Ryo Miyata – sắp xếp dây đàn, piano, keyboard, bass, lập trình máy tính (bài 12)
- Carlos K. – keyboard, electric piano, bass, trống, lập trình trống, synth, lập trình máy tính (bài 12)
- Toshi-Fj – guitar (bài 12)
- Joe – keyboard, synth (bài 12)

## Bảng xếp hạng
| Bảng xếp hạng (2019)        | Vị trí cao nhất |
| --------------------------- | --------------- |
| Nhật Bản (Oricon)           | 55              |
| Album Hàn Quốc (Gaon)       | 2               |
| US World Albums (Billboard) | 12              |

| Bảng xếp hạng (2019)  | Vị trí |
| --------------------- | ------ |
| Album Hàn Quốc (Gaon) | 63     |

### Single
| Bảng xếp hạng (2019)                                | Vị trí cao nhất |
| --------------------------------------------------- | --------------- |
| Nhật Bản (Oricon)                                   | 11              |
| Nhật Bản (Japan Hot 100)                            | 50              |
| Hàn Quốc (Gaon)                                     | 12              |
| Hàn Quốc (K-pop Hot 100)                            | 10              |
| Bán bài hát kỹ thuật số thế giới Hoa Kỳ (Billboard) | 25              |

| Bảng xếp hạng (2019) | Vị trí |
| -------------------- | ------ |
| Hàn Quốc (Gaon)      | 149    |

## Doanh số
| Quốc gia          | Doanh số |
| ----------------- | -------- |
| Hàn Quốc (Gaon)   | 91,099+  |
| Nhật Bản (Oricon) | 1,457+   |

## Giải thưởng
| Tên bài hát | Tên chương trình | Kênh      | Ngày phát sóng   | Nguồn  |
| ----------- | ---------------- | --------- | ---------------- | ------ |
| "Sunrise"   | The Show         | SBS MTV   | 22 tháng 1, 2019 | [ 16 ] |
| "Sunrise"   | Show Champion    | MBC Music | 23 tháng 1, 2019 | [ 16 ] |
| "Sunrise"   | M Countdown      | Mnet      | 24 tháng 1, 2019 | [ 16 ] |
| "Sunrise"   | Music Bank       | KBS       | 25 tháng 1, 2019 | [ 16 ] |
| "Sunrise"   | Show! Music Core | MBC       | 26 tháng 1, 2019 | [ 16 ] |
| "Sunrise"   | Inkigayo         | SBS       | 27 tháng 1, 2019 | [ 16 ] |